# Hygieneheizkörper

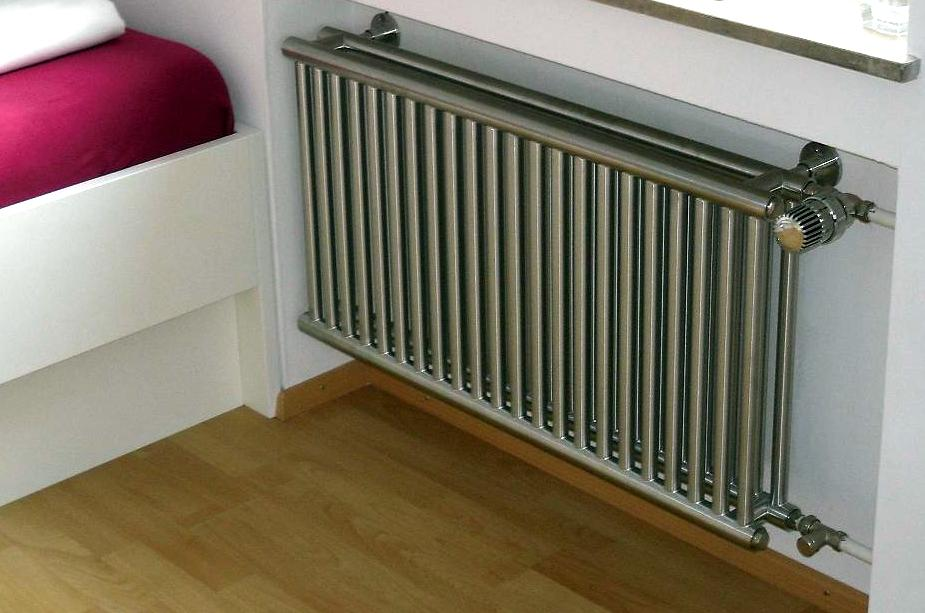
Hygieneheizkörper aus Edelstahl-rostfrei, Arztpraxis, Bauform Deka

Hygieneheizkörper sind Bestandteil einer Gebäudeheizung und dienen zur Erwärmung von Räumen und Gebäuden, vorwiegend im Gesundheitswesen und in der Lebensmittelproduktion. Hygieneheizkörper werden in hygienisch sensiblen Bereichen von Krankenhäusern, Laboren und bei Lebensmittelverarbeitern eingesetzt, aber z. B. auch in Großküchen. Im Wohnbereich finden sie nur gelegentlich Verwendung und zwar bei empfindlichen Menschen, welche an der MCS-Erkrankung leiden. Hier sollte jedoch vorher geprüft werden, ob eine Lackierung bei Erwärmung zu allergischen Reaktionen führt, oder ob der Heizkörper im Betrieb emissionsfrei ist.

## Funktion
An Hygieneheizkörper werden sehr hohe Anforderungen gestellt. Diese Heizkörper sollen keine Konvektorbleche und Verkleidungen aufweisen, Hygieneheizkörper sollen auch auf der Heizkörper- und Wandrückseite eine Reinigung und Sichtkontrolle ermöglichen, ein entsprechend großer Abstand der Heizkörperrohre oder Glieder muss also gegeben sein. Ebenso ist eine möglichst glatte Oberfläche wünschenswert, die frei ist von Fugen und Spalten in welchen sich Schmutz und Keime ansammeln könnten. Naturgemäß ist eine hohe Beständigkeit gegenüber Reinigungs- und Desinfektionsmitteln notwendig, Heizkörper sollten laut Robert Koch-Institut (RKI) nämlich auch nass zu desinfizieren sein. Um einer Verletzungsgefahr beim Reinigen vorzubeugen, sollten Heizkörper, welche in Hygienebereichen verwendet werden, keine scharfen Kanten aufweisen.
Die Möglichkeit einer nassen Desinfektion bzw. Nassreinigung mit aggressiven Reinigern stellt sehr hohe Anforderungen an eine Lackierung bzw. Beschichtung, weshalb hier zum Teil sogar Heizkörper aus rostfreiem Edelstahl eingesetzt werden.